# Рижская ТЭЦ-1
Рижская теплоэлектроцентраль № 1 (ТЭЦ-1, также Теплоэлектростанция) — тепловая электростанция, принадлежащая государственному предприятию «Latvenergo». Расположена в северо-восточной части Риги, в Чиекуркалнсе. Работает в режиме когенерации, производя одновременно тепло и электроэнергию. Одна из двух рижских ТЭЦ.
Электростанция после реконструкции использует в качестве основного топлива природный газ, а в качестве резервного может использовать дизельное топливо. Годовой расход природного газа электростанцией прогнозировался в размере 233,2 миллиона кубометров, как резервное топливо предусматривалось дизельное, с запасом в 6000 тонн, чего достаточно для обеспечения работы электростанции в течение 10 суток.
В результате реконструкции в первой половине 2000-х годов КПД производства электроэнергии на ТЭЦ-1 увеличился с 30 % до 46 %, а КПД производства тепла — до 88-89 %. Производимая электроэнергия передается в латвийские электросети под напряжением 110 и 330 кВ; в свою очередь, производимое тепло поступает в сети рижского предприятия теплоснабжения «Rīgas Siltums».

## История
Строительство Рижской ТЭЦ-1 было обусловлено нехваткой мощности Рижской ГРЭС (государственной районной электростанции), построенной в 1905 году на Андрейсале, и необходимостью развития централизованного теплоснабжения города. С 1974 по 1988 год ТЭЦ-1 и Рижская ГРЭС составляли единое предприятие «Объединённая Рижская теплоэлектроцентраль № 1».
Постановление о постройке ТЭЦ-1 (на тот момент — просто «Рижская ТЭЦ») было принято Советом Министров СССР 3 февраля 1951 года. Строительные работы и монтаж оборудования велись с 1952 по 1958 год, но первая очередь Рижской ТЭЦ была введена в действие уже в 1955 году.
К 1960 году установленная электрическая мощность в когенерации обеспечивала 125 МВт, тепловая — 400 MВт. Максимальной мощности ТЭЦ достигла в 1970 году, когда была дополнена двумя водогрейными котлами, позволившими увеличить тепловую мощность до 604 MВт.
В 1967 году рижское отделение Всесоюзного государственного проектного института «Теплоэлектропроект» разработало новый проект теплоснабжения правобережья Риги, предусматривавший строительство рижской ТЭЦ-2 мощностью 360 МВт и магистралей протяжённостью 22 километра. 
До постройки Плявиньской ГЭС Рижская ТЭЦ-1 была крупнейшей электростанцией в Латвии. Электростанция была оснащена четырьмя паровыми турбинами, шестью энергетическими паровыми котлами и двумя водяными котлами с подогревом. Сначала оборудование электростанции предусматривало работу на торфе, но позднее оно было адаптировано к использованию природного газа и мазута.
В конце 1990-х годов из-за падения спроса на электроэнергию в результате деиндустриализации и плохого технического состояния оборудования эксплуатация электростанции велась только в период отопительного сезона, при этом использование торфа в качестве топлива было прекращено по экономическим причинам. В 2001 году был начат проект по реконструкции ТЭЦ, в ходе которого устаревшее оборудование было заменено современными когенерационными установками газо-парового цикла, соответствующими современным технологиям, что позволило повысить коэффициент полезности использования топлива. По экономическим соображениям было принято решение не реконструировать существующие объекты и здания, а вместо этого построить новое здание с новым оборудованием.
В ноябре 2005 года, после завершения реконструкции, установленная электрическая мощность ТЭЦ составляла 144 МВт, тепловая — 490 МВт. Реконструированная электростанция оснащена двумя газовыми турбинами и одной паровой турбиной, а также тремя водогрейными котлами. Оборудование электростанции не предусматривает использование для выработки электроэнергии в конденсационном режиме (без выработки тепловой энергии).
В 2004 году ТЭЦ произвела 0,225 ТВт⋅ч электроэнергии и 0,719 ТВт⋅ч тепловой энергии, в 2006 году плановые объёмы производства ТЭЦ составили 1,085 ТВт⋅ч электроэнергии и 1,021 ТВт⋅ч тепловой энергии.

## Топливо
По решению правительства первоначально для выработки тепла использовалось местное топливо — торф, в объеме 1.5 млн тонн в год, для чего требовалось ежедневно подвозить до 4 тыс. тонн, или 200 вагонов. Поскольку торф имеет влажность, поджиг котлов осуществлялся на мазуте, а после разогрева уже использовался торф. Когда началась газификация Латвийской ССР, к станции был подведен газопровод, и мазут заменили газом. Благодаря этому время прогрева котлов сократилось, и торф стали использовать эффективнее.